# Mikko Hirvonen
Mikko Hirvonen, né le 31 juillet 1980 à Kannonkoski, est un pilote de rallye finlandais.
Très précoce, il a remporté le rallye de Finlande Groupe A deux roues motrices en 2002 et est devenu pilote officiel Ford en championnat du monde dès 2003. Son copilote habituel est Jarmo Lehtinen.
Pourtant vainqueur de quinze rallyes en mondial, il n'a jamais été champion du monde mais s'incline en 2009 pour un point seulement lors de la dernière manche, battu par Sébastien Loeb. En tout, il aura été 4 fois vice-champion du monde derrière ce dernier. 
Chez Citroën dès 2012, il est annoncé grandissime favori à la suite du départ de Loeb. Mais l'arrivée de Volkswagen en WRC et le retour de Sébastien Ogier ne lui permettent pas cette année-là de devenir champion du monde. Il souffre dès lors de la comparaison faite avec son compatriote Jari-Matti Latvala. Décevant pour son retour chez M-Sport en 2014, Malcolm Wilson annonce son remplacement pour la saison 2015 par le jeune Estonien Ott Tänak. Finalement, Hirvonen annonce au mois de novembre qu'il va mettre un terme à sa carrière en WRC à la fin de la saison 2014, après le rallye de Grande-Bretagne.
Cependant, en 2015 avec l'équipe X-raid, il fait son grand retour sur les pistes au volant d'une Mini All4 Racing (voiture gagnante du Dakar 2015) lors de la Baja Aragón en Espagne avant de participer pour la première fois au Rallye Dakar en 2016.

## Carrière en rallye

### Débuts en compétition
- 2002 : premiers pas en WRC

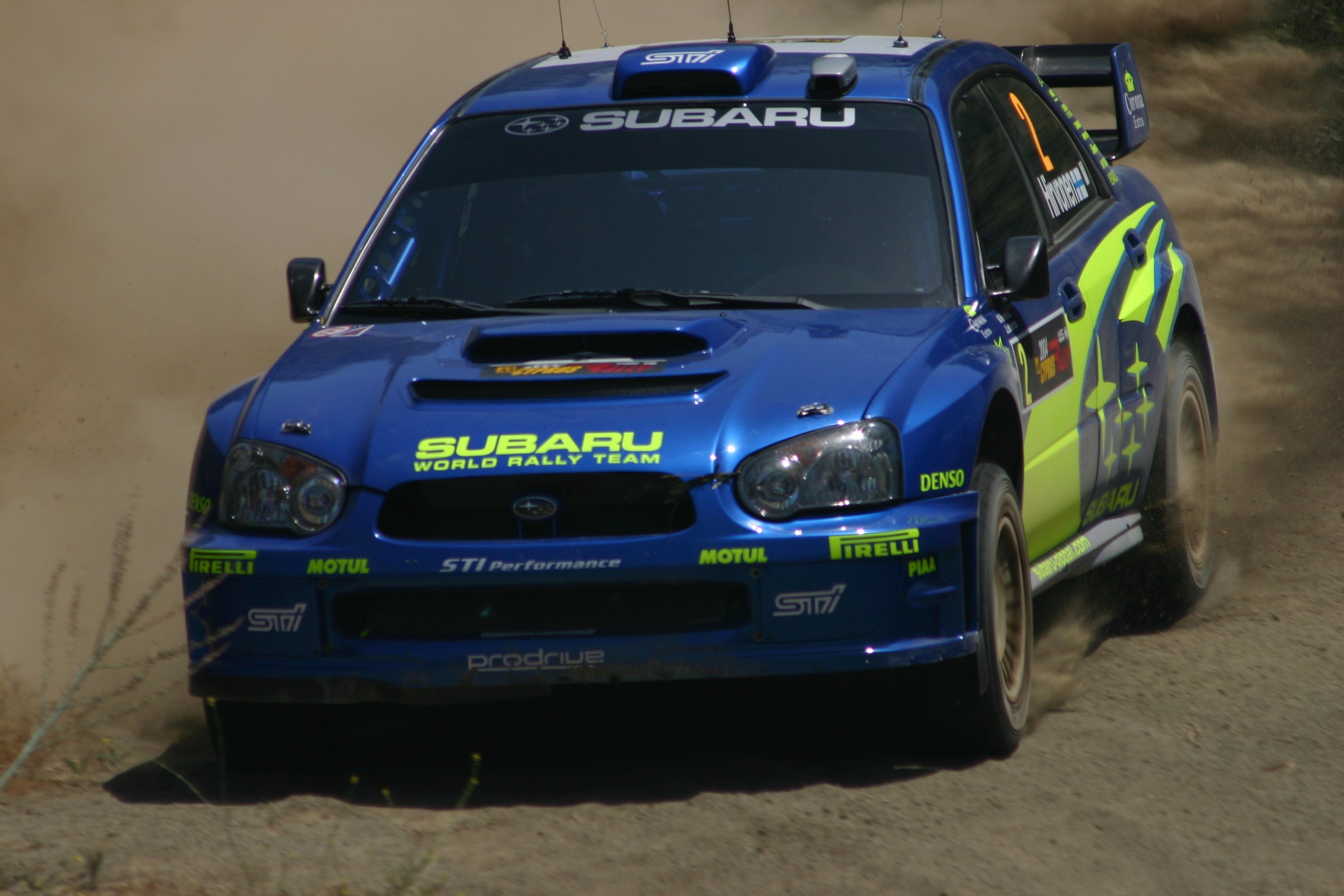
Hirvonen avec une Subaru Impreza WRC au Rallye de Chypre 2004.

En 2002, il participe à trois manches du championnat avec une voiture privée. Au Rallye de Finlande, il se classe 21e. Il sera disqualifié en Italie puis abandonne au Rallye de Grande-Bretagne. Il termine la saison Champion de Finlande des rallyes du petit groupe a.
- 2003 : avec Ford

En 2003, il participe à sa première saison complète comme pilote d'une équipe officielle, en qualité de 3e pilote. Contrairement à ses coéquipiers, Markko Märtin et François Duval, qui disposent de la nouvelle voiture de la marque développée par Christian Loriaux, Hirvonen doit se contenter d'une voiture de 2002. Il marque ses premiers points en WRC lors du rallye de Chypre avec une sixième place, ce sera son meilleur résultat cette saison.
- 2004 : avec Subaru

En 2004, il devient second pilote chez Subaru aux côtés de Petter Solberg. Des résultats en demi-teinte entraînent la non-reconduction de son contrat malgré ses 29 points marqués et sa 7e place au championnat pilotes.

### L'ascension mondiale
- 2005 : premier podium

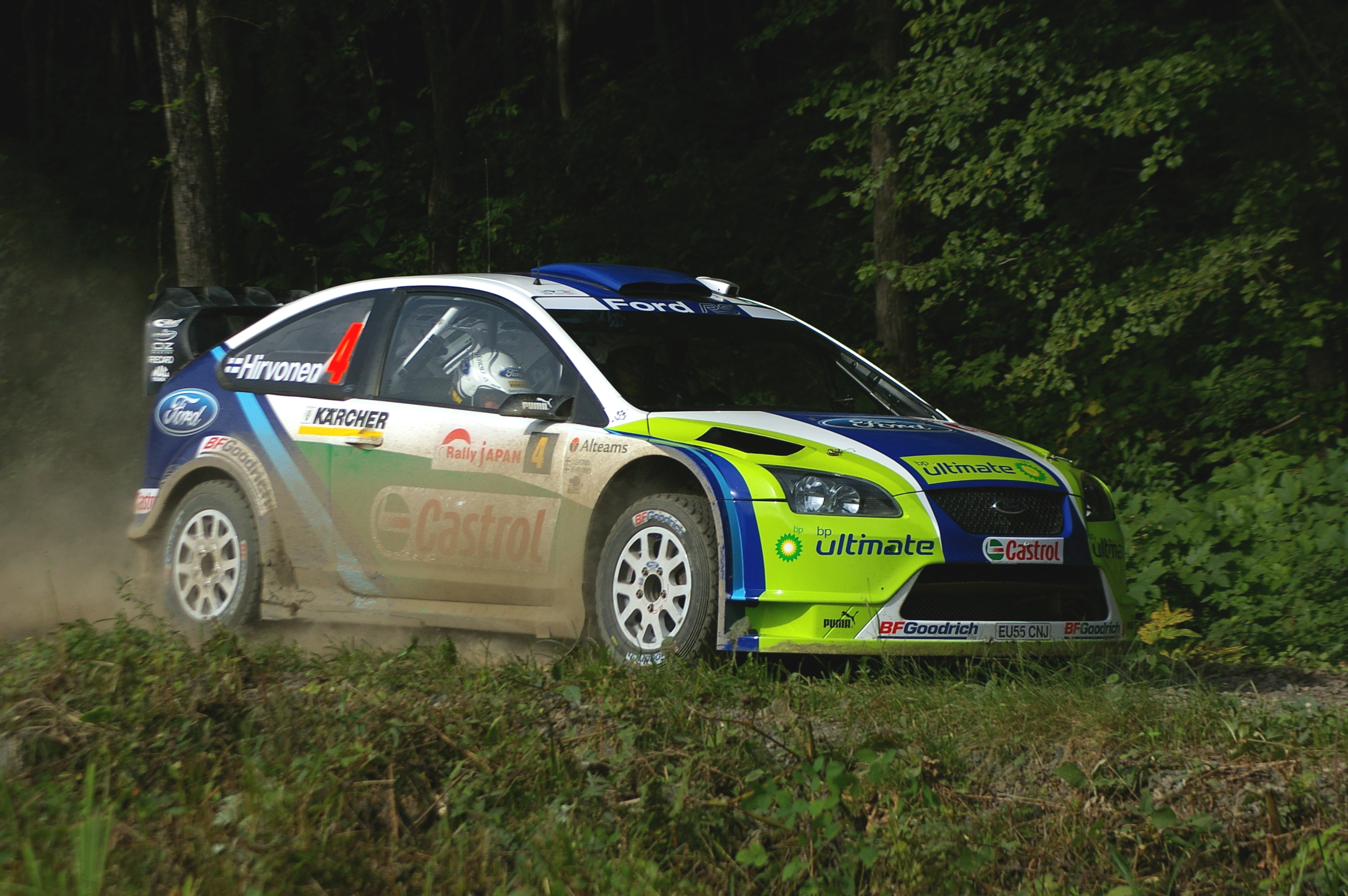
Hirvonen avec une Ford Focus WRC au Rallye du Japon 2006.

Mikko se retrouve donc sans volant au début de la saison 2005. Grâce à son manager Timo Jouhki, il parvient à monter un programme au volant d'une ancienne Focus WRC 03.
Mis au pied du mur, Mikko réalise des prouesses : il décroche plusieurs meilleurs temps et termine à la 5e place du Rallye de l'Acropole. 
Il termine également 5e en Finlande, où il est engagé par l'équipe officielle Ford, et réussit l'exploit d'amener son ancienne Focus privée à la troisième place du Rallye de Catalogne.
Ces performances lui ont permis d'intégrer à nouveau l'écurie Ford à temps plein pour la saison 2006.
- 2006 : première victoire

En 2006. Au volant de la nouvelle Ford Focus RS WRC 06, il termine sept fois sur le podium, remporte sa première victoire en championnat du monde le 29 octobre 2006 lors du rallye d'Australie et termine 3e du championnat pilotes avec 65 points. Avec son coéquipier Marcus Grönholm, vice-champion du monde, il apporte à Ford le titre de champion du monde des constructeurs, son premier depuis 1979.
- 2007 : de plus en plus régulier

En 2007 toujours avec Ford, il remporte les rallyes de Norvège, Japon et Grande-Bretagne, et il termine une nouvelle fois à la 3e place du championnat du monde derrière Sébastien Loeb et Marcus Grönholm. Il remporte à nouveau le titre de champion du monde des constructeurs avec Ford. Il parvient à terminer quine des seize rallyes de la saison dans les points. Son seul score vierge fut lors du Tour de Corse où il ne termine que 13e.

### Nouveau rival de Loeb
- 2008 : Vice-champion du monde

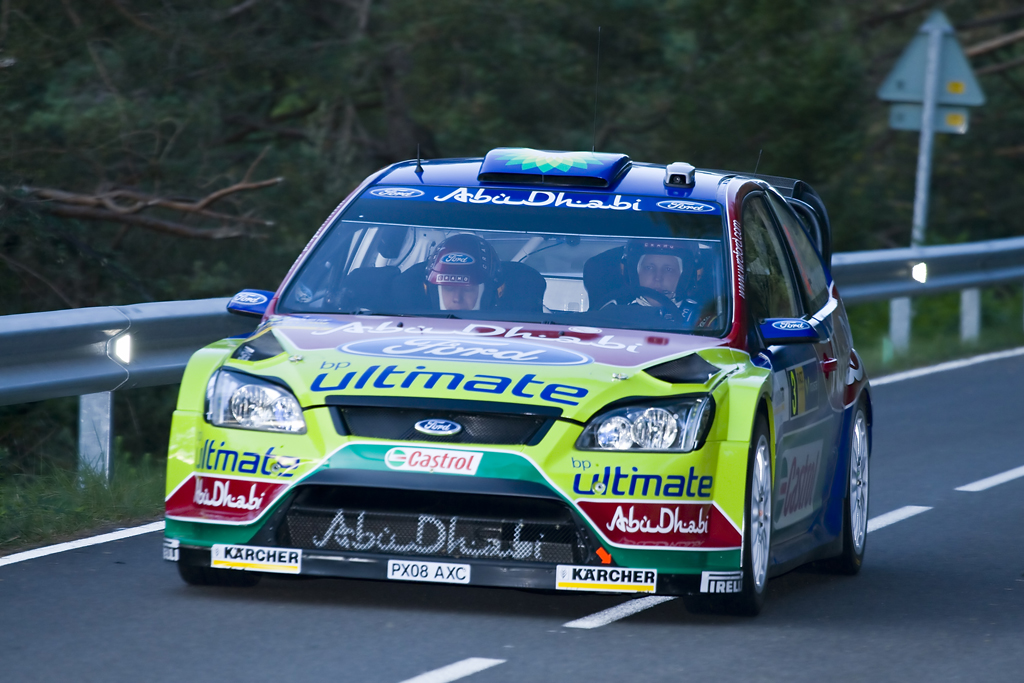
Hirvonen au Rallye de Catalogne 2008.

En 2008, à la suite du départ de Grönholm, il devient le nouveau leader de l'équipe Ford. Il remporte les rallyes de Jordanie, Turquie et Japon et finit 2e du championnat du monde derrière Sébastien Loeb. Alors qu'on aurait imaginé que Loeb soit sans concurrence, Mikko est un très gros rival pour le titre pilotes, grâce à sa régularité (il finit les quinze rallyes de la saison dans les points), il prend à plusieurs reprises la tête du classement mais finit par céder son fauteuil de leader après le rallye d'Allemagne. Au rallye de Nouvelle-Zélande, il finit 3e, une crevaison dans l'avant dernière spéciale le privant de la victoire. Malgré une bonne résistance en fin de championnat et sa victoire au Japon, Sébastien Loeb est sacré champion grâce à sa 3e place sur ce même rallye.
- 2009 : Vice-champion du monde

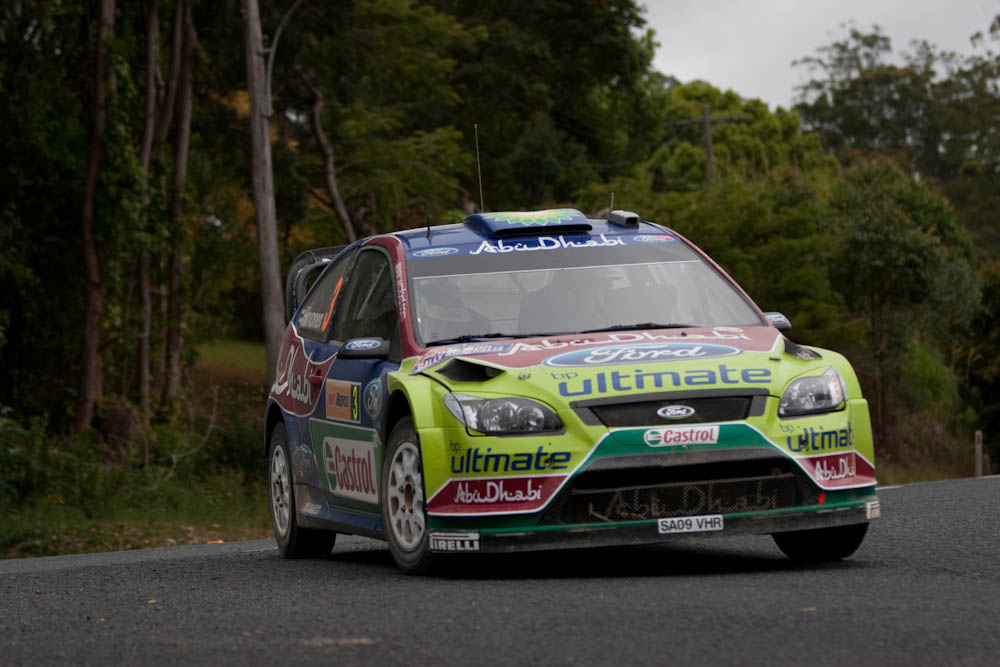
Hirvonen au Rallye d'Australie 2009.

En 2009, il termine 3e du rallye d'Irlande première manche de la saison. Lors des trois rallyes suivants, il finit à la seconde place derrière Loeb. Un problème mécanique le contraint à abandonner au rallye d'Argentine, mettant fin à une série de 22 rallyes consécutifs terminés dans les points. À l'issue de cette manche, il se retrouve à la troisième place du championnat, avec 20 points de retard sur Loeb.
Sa 2e place au rallye de Sardaigne, puis ses victoires au rallye de l'Acropole et en Pologne lui permettent de prendre la tête du classement pilotes avec un point d'avance sur Loeb. Il remporte pour la première fois son rallye national en Finlande le 2 août 2009, signant également sa 10e victoire en WRC. Il prend encore un peu plus d'avance au championnat sur Sébastien Loeb et compte à présent trois points de plus que son rival. 
Lors du rallye d'Australie, alors qu'il avait terminé second de l'épreuve, une pénalité d'une minute pour les Citroën de Loeb, Sordo et Ogier, à cause d'une attache de barre anti-roulis non conforme à la photo donnée aux commissaires techniques de la FIA lors de l'homologation de sa voiture, lui permet finalement de remporter le rallye. Son avance sur Sébastien Loeb passe donc à cinq points. Avec cette quatrième victoire consécutive, Mikko égale la série de Timo Salonen, seul Loeb a réalisé de plus grandes séries (6 en 2005 et 5 en 2006, 2008 et 2009). 
Au Rallye de Catalogne, il termine troisième derrière Loeb et Sordo mais reste quand même en tête du championnat bien que, à la suite du doublé des Citroën, son avance sur Loeb se soit réduite à un point seulement. Le titre pilotes lui échappe justement pour un point lors de la dernière manche, Loeb lui passe devant au championnat en remportant le rallye.
- 2010 : Saison plus terne

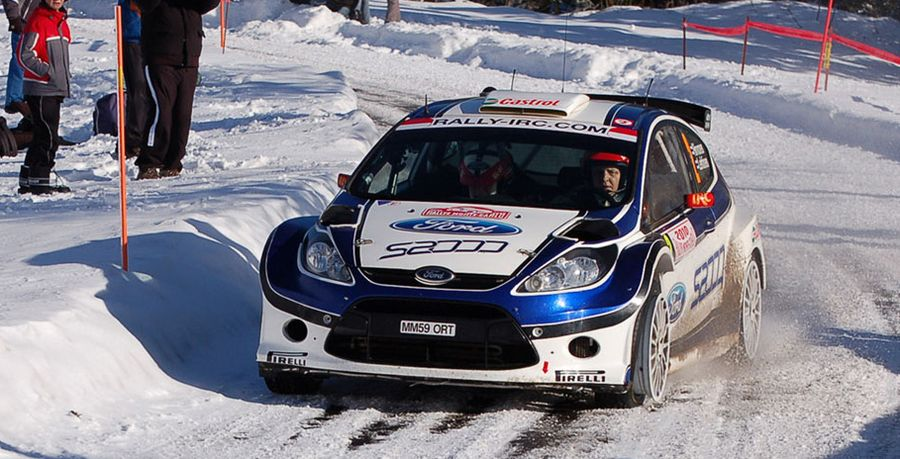
Hirvonen / Lehtinen au Monte-Carlo 2010

Après s'être imposé, fin janvier, sur le Rallye Monte Carlo au volant d'une Fiesta S2000, épreuve comptant pour le championnat IRC, Hirvonen entame parfaitement sa saison WRC en remportant le rallye inaugural en Suède. Mais sur les six manches suivantes, ses résultats ne seront pas aussi bons, son meilleur classement ne sera qu'une 3e place au Rallye de Turquie. À la mi-saison, il occupe tout de même la 3e place du championnat avec 86 points, devancé par Sébastien Ogier de 14 points mais est bien loin de Sébastien Loeb, leader avec 151 points.
Dans la continuité d'une année en demi teinte, il abandonne lors de l'épreuve suivante, chez lui à la suite d'un effroyable crash heureusement sans conséquences, mais qui le relègue à la 5e place du championnat derrière Petter Solberg et Jari-Matti Latvala (vainqueur du rallye). Un nouvel abandon au rallye d'Allemagne, sur problème mécanique cette fois-ci, annihile définitivement ses chances au titre mondial, l'écart le séparant de Sébastien Loeb étant mathématiquement impossible à combler. Les quatre dernières manches seront tout autant décevantes. Bien loin des performances de la saison précédente, il termine la saison à une triste 6e place au classement mondial, étant devancé pour la première fois par Latvala.
- 2011 : Retour au premier plan

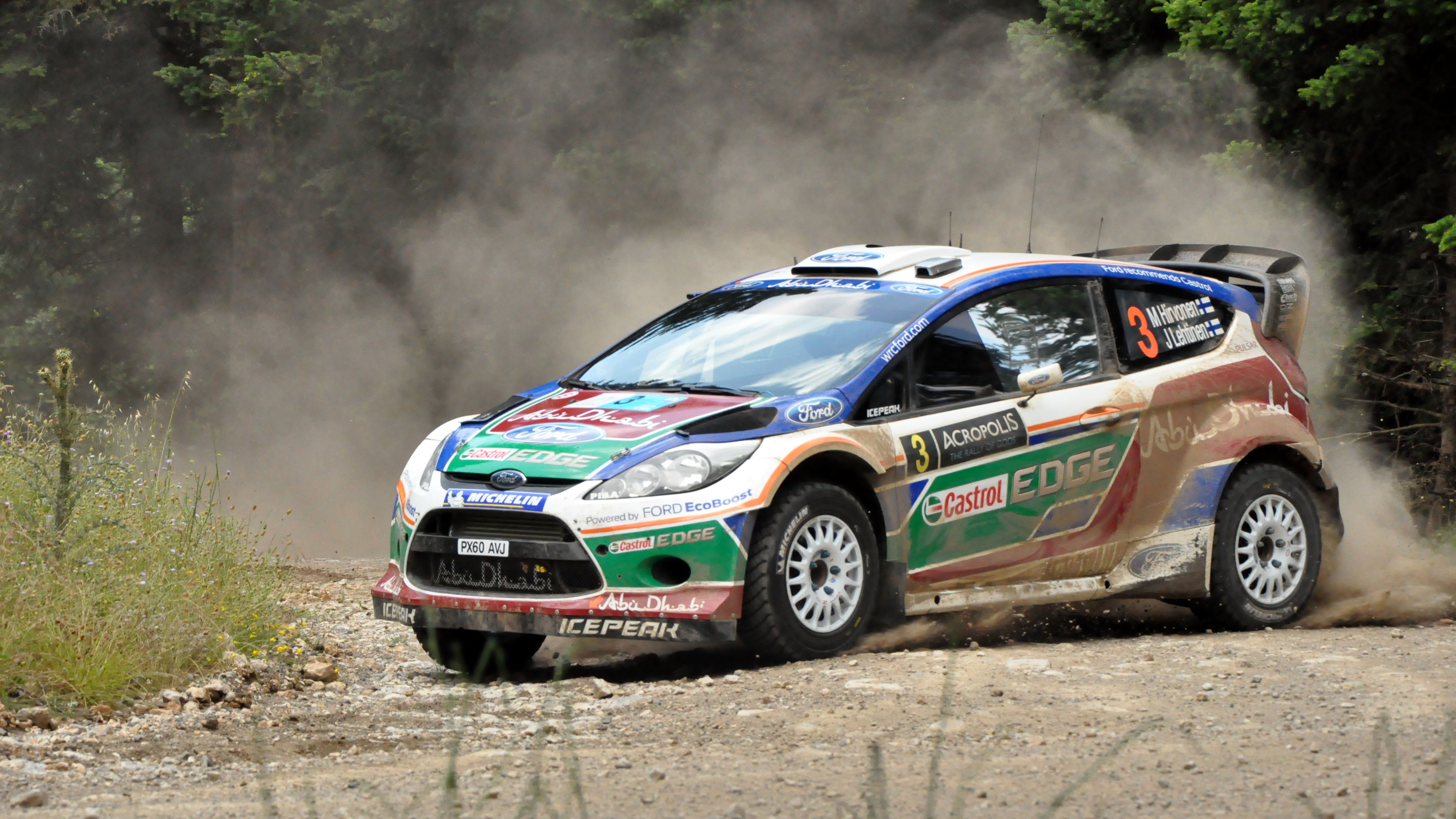
Mikko Hirvonen au Rallye de l'Acropole 2011

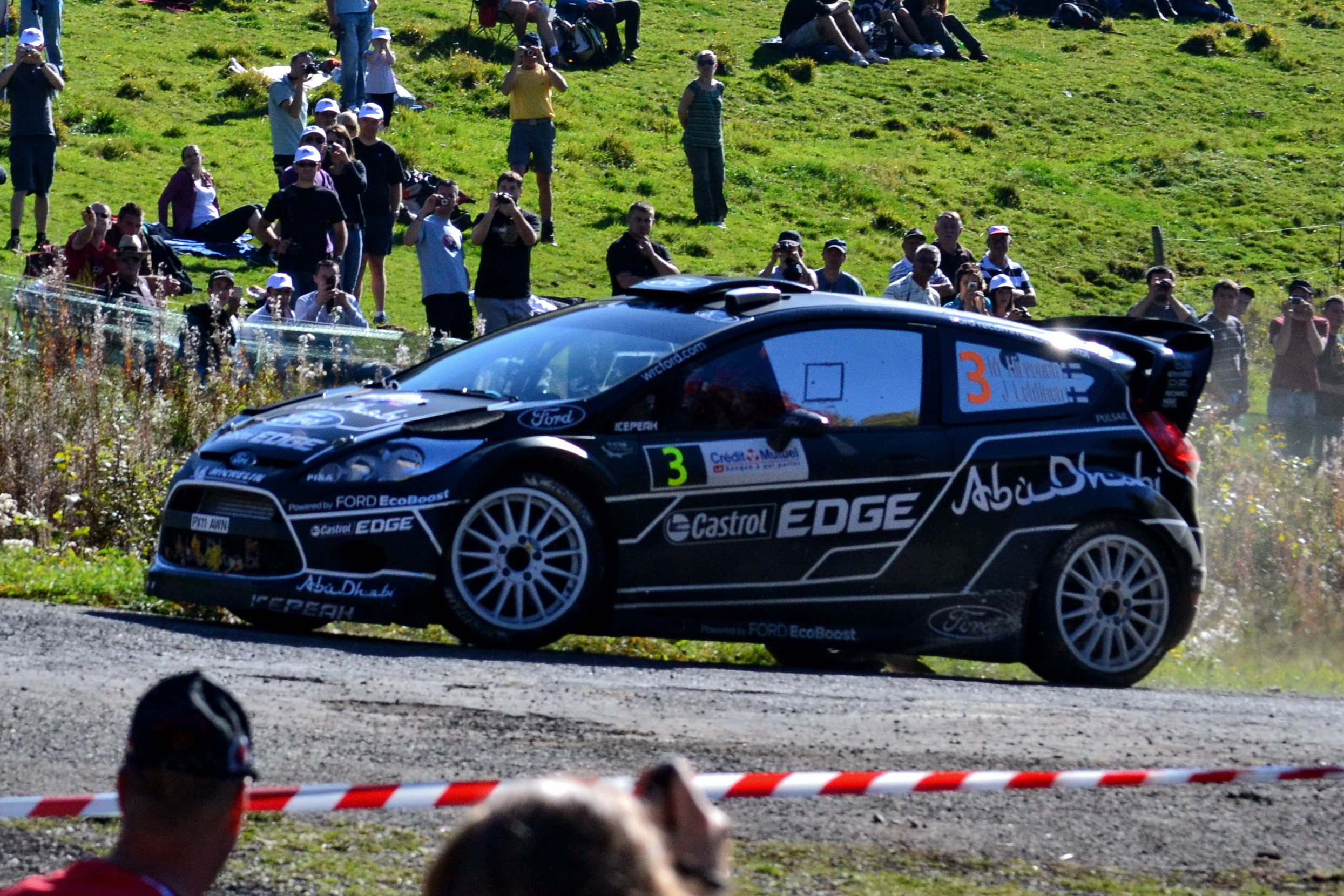
Hirvonen au Rallye de France-Alsace 2011.

La saison 2011 commence comme la précédente pour Mikko Hirvonen avec une nouvelle victoire au Rallye de Suède. Il s'empare de la deuxième place au rallye du Mexique, à la suite de la sortie de route du leader de l'épreuve Sébastien Ogier. En remportant la Power Stage, il marque les trois points bonus du meilleur temps. Victime d'une crevaison au rallye du Portugal, Mikko ne pourra pas faire mieux que 4e.
Le rallye de Jordanie est amputé de toute sa première étape à cause de l'arrivée tardive du bateau transportant le matériel technique des équipes du mondial dans un contexte politique tendu qui avait contraint à modifier les voies d'affrètement. Avec l’obligation d’ouvrir la route durant la première journée et une panne de direction assistée, Hirvonen est rapidement écarté de la lutte pour le podium. Il perd la tête du championnat pour deux points face à Loeb, qui avec sa 3e place devient le nouveau leader du championnat. 
Il retrouve le podium au rallye de Sardaigne, prenant la deuxième place, avec les trois points bonus du meilleur temps de la Power Stage. À la suite du succès de l'Alsacien, son retard se creuse, il est désormais de 7 points. Lors du rallye d'Argentine, Mikko ne parvient pas à profiter du faux pas de Sébastien Ogier qui part en tonneaux au départ de la première étape spéciale du dernier jour de course. Battu finalement par Loeb en fin d'épreuve pour seulement 2,4 secondes, il se retrouve avec 13 points de retard au championnat. Au Rallye de l'Acropole, il prend la troisième place derrière les deux pilotes Citroën.
Le Rallye de Finlande est une grosse déception pour le Finlandais. Dès la première spéciale, victime d'une sortie de route dont l'impact à l'arrière droit avec un arbre endommage le système de freinage et la suspension de sa Ford Fiesta, ces espoirs de gagner un second Neste Oil Rally Finland s'envole. Il prend néanmoins la 4e place, mais avec la victoire de Loeb sur ses terres, les chances de titre s'éloignent pour Mikko qui se retrouve distancé de 27 points dans la course au titre. Le Rallye d'Allemagne ne permet pas à Mikko de se relancer puisque lors de la première journée, les pilotes Ford se font surprendre par la pluie et un mauvais choix de pneumatique au cours de la ES3, dans la spéciale suivante, il heurte un mur et endommage la suspension de sa Fiesta. À la fin de la première journée, il est malgré tout encore sur le podium. Comme beaucoup de pilotes lors de ce rallye, il est victime d'une crevaison le lendemain qui profite à Dani Sordo sur sa Mini. Il conclut le rallye en 4e position. Au championnat, la situation se complique : il est relégué à la troisième place, dépassé par Sébastien Ogier et pointe à 36 points de Loeb.
Lors du rallye d'Australie, les deux pilotes Citroën sont partis à la faute et Mikko Hirvonen remporte sa deuxième victoire de la saison en profitant des consignes de l'équipe qui demandent à Jari-Matti Latvala de le laisser passer en tête pour se rapprocher au classement général de Sébastien Loeb qui ne termina que 10e de ce rallye, profitant également de consignes de son équipe. Mikko fait une bonne opération pour le championnat, il remonte au deuxième rang à 15 points du leader.
Au rallye d'Alsace, après l'abandon de Sébastien Loeb sur problème mécanique, Mikko va se contenter d'assurer et ne prend pas de risque inutile, son but est de marquer le maximum de points pour se relancer au championnat. Il bénéficie du soutien de son équipe, son coéquipier prend une pénalité au départ de la Power Stage pour lui céder sa quatrième place. Lors des vérifications en fin d’épreuve, Petter Solberg est disqualifié pour un poids de sa voiture inférieur de quatre kilos à la limite fixée par le règlement, Hirvonen prend ainsi la troisième place. Grâce à sa régularité et profitant des faux pas de ses adversaires, il revient à égalité de points sur Loeb, les co-leaders devancent Ogier de 3 points seulement. Le championnat pilote est complètement relancé à deux manches de la fin de la saison.
Au rallye de Catalogne, Mikko Hirvonen est longtemps troisième derrière Sébastien Loeb et Jari-Matti Latvala. C'est seulement au cours de l'avant dernière spéciale du dernier jour que Jari-Matti Latvala écope d'une pénalité de 2 minutes et permet donc à Hirvonen de terminer 2e du rallye.
À un rallye de la fin du championnat du monde des rallyes, Loeb se place 1er avec 222 points, Hirvonen est deuxième avec 214 points. En clair, Hirvonen doit l'emporter et espérer marquer 9 points de plus que l'Alsacien. Finalement, les deux pilotes abandonnent, ce qui consacre Loeb pour la huitième année consécutive.

### Nouveau coéquipier de Loeb
- 2012 : Une nouvelle équipe

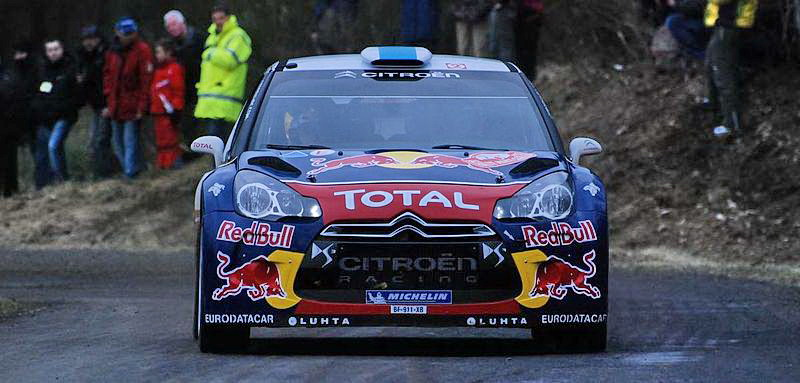
Hirvonen au Rallye de monte-carlo 2012

Le 16 novembre 2011, Citroën Racing annonce la signature d'Hirvonen et de son copilote pour la saison 2012.
Pour l'ouverture de la saison, au Rallye Monte-Carlo, Hirvonen termine quatrième, échouant au pied du podium dans sa lutte avec Solberg pour la troisième place, tandis que son nouveau coéquipier Sébastien Loeb s'impose. Il marque cependant deux points supplémentaires grâce à sa deuxième place dans la Power Stage, ce qui le place à seulement un point de Solberg au lieu de trois au classement général. Après deux victoires consécutives dans le Rallye de Suède, il est cette fois devancé par son ancien coéquipier Jari-Matti Latvala et se classe 2e. Dauphin de Loeb au Mexique, il croit décrocher sa première victoire pour Citroën trois semaines plus tard à l'occasion du Rallye du Portugal mais est disqualifié par les commissaires pour cause d'embrayage non conforme. Citroën ne fera pas appel de cette décision. Il assure le doublé pour la marque aux chevrons lors des rallyes d'Argentine, de l'Acropole, de Nouvelle-Zélande ainsi qu'en Finlande en finissant à chaque fois 2e derrière Loeb. Moins à l'aise sur l'asphalte du Rallye d'Allemagne, il prend tout de même la troisième place de l'épreuve.
- 2013 : Pilote no 1 chez Citroën

Après le retrait partiel annoncé de Sébastien Loeb qui ne dispute que quatre épreuves (Monte-Carlo, Suède, Argentine, France) durant cette saison, Mikko Hirvonen est désigné premier pilote de l'équipe Citroën. Il est secondé par l'Espagnol Dani Sordo, qui revient dans le giron du constructeur français et qui dispute un programme presque complet.
2013 aura été une année moyenne pour Hirvonen qui a terminé l'année à la quatrième place du classement général. Ses meilleurs résultats ont été une deuxième place lors des rallyes du Mexique et du Portugal.

### Retour chez Ford

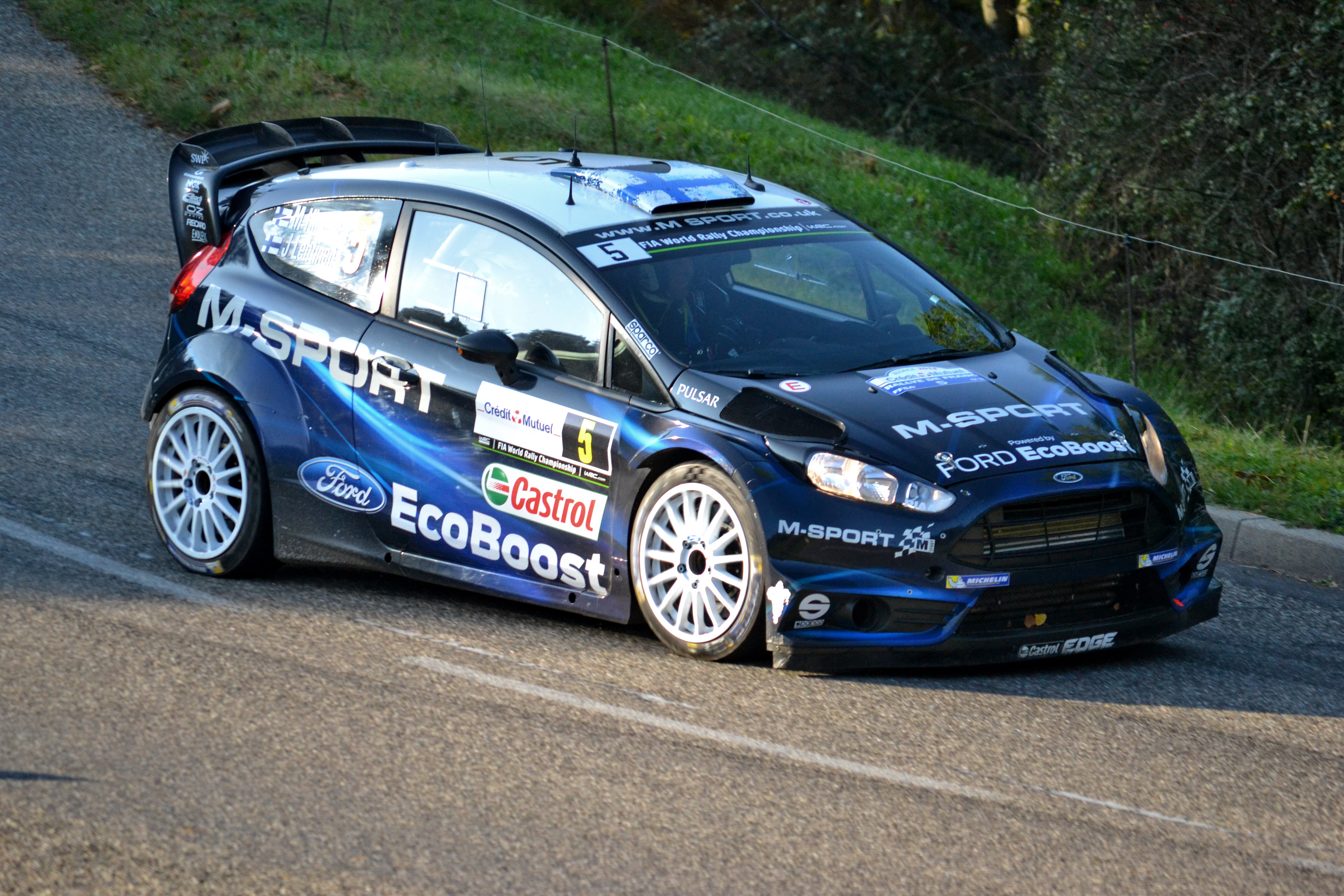
Hirvonen au Rallye de France-Alsace 2014

- 2014 : Hirvonen rejoint l'équipe M-Sport et annonce son retrait du WRC à la fin de la saison

Hirvonen fait son retour chez Ford, dans l'équipe M-Sport au sein de laquelle il fait équipe avec le gallois Elfyn Evans ainsi que le polonais Robert Kubica.
Après une saison plutôt décevante, Timo Jouhki, son manager, annonce la fin de la carrière en WRC de Mikko Hirvonen après le dernier rallye de la saison, le rallye de Grande-Bretagne. Hirvonen terminera la saison et sa carrière en montant sur la deuxième marche du podium à l'issue de ce rallye.

### Reprise de la course
- 2015 : Hirvonen est de retour avec l'équipe X-raid

Hirvonen marque son grand retour en rallye en juillet 2015 lors de la course Baja Aragon, en Espagne. Il sort ainsi de quelques mois de retraite en se confrontant à une épreuve où il est novice : le rallye-raid. Au cours de cette course de 3 jours, il réussit parfaitement son entrée en lice : il termine 3e de l'épreuve, face à des cadors de la catégorie comme Nani Roma, Nasser Al-Attiyah ou Orlando Terranova. À l'issue de cette course, il confie aux journalistes à quel point il a apprécié la course : « Je ne peux attendre la suite ». 
- 2016 : première participation au Rallye Dakar

Toujours avec l'équipe X-raid, Hirvonen participe pour la première fois au Rallye Dakar en 2016. Il est copiloté par le français Michel Perin et termine à la quatrième place de la catégorie "auto", au volant d'une Mini All4 Racing.
- 2017 : deuxième participation au Rallye Dakar

Lors de sa deuxième participation au rallye Dakar, Hirvonen termine à la 13e place.

### Victoires

#### Victoires en Intercontinental Rally Challenge (IRC)
| # | Saison | Rallye                 | Pays   | Copilote       | Voiture           |
| - | ------ | ---------------------- | ------ | -------------- | ----------------- |
| 1 | 2010   | 78e Rallye Monte-Carlo | Monaco | Jarmo Lehtinen | Ford Fiesta S2000 |

#### Victoires en championnat du monde des Rallyes
| #      | Saison | Rallye                        | Pays        | Copilote       | Voiture              |
| ------ | ------ | ----------------------------- | ----------- | -------------- | -------------------- |
| 1      | 2006   | 19e Rallye d'Australie        | Australie   | Jarmo Lehtinen | Ford Focus RS WRC 06 |
| 2      | 2007   | 2e Rallye de Norvège          | Norvège     | Jarmo Lehtinen | Ford Focus RS WRC 06 |
| 3      | 2007   | 4e Rallye du Japon            | Japon       | Jarmo Lehtinen | Ford Focus RS WRC 07 |
| 4      | 2007   | 63e Rallye de Grande-Bretagne | Royaume-Uni | Jarmo Lehtinen | Ford Focus RS WRC 07 |
| 5      | 2008   | 26er Rallye de Jordanie       | Jordanie    | Jarmo Lehtinen | Ford Focus RS WRC 07 |
| 6      | 2008   | 9e Rallye de Turquie          | Turquie     | Jarmo Lehtinen | Ford Focus RS WRC 07 |
| 7      | 2008   | 5e Rallye du Japon            | Japon       | Jarmo Lehtinen | Ford Focus RS WRC 08 |
| 8      | 2009   | 56e Rallye de l'Acropole      | Grèce       | Jarmo Lehtinen | Ford Focus RS WRC 09 |
| 9      | 2009   | 66e Rallye de Pologne         | Pologne     | Jarmo Lehtinen | Ford Focus RS WRC 09 |
| 10     | 2009   | 59e Rallye de Finlande        | Finlande    | Jarmo Lehtinen | Ford Focus RS WRC 09 |
| 11     | 2009   | 20e Rallye d'Australie        | Australie   | Jarmo Lehtinen | Ford Focus RS WRC 09 |
| 12     | 2010   | 58e Rallye de Suède           | Suède       | Jarmo Lehtinen | Ford Focus RS WRC 09 |
| 13     | 2011   | 59e Rallye de Suède           | Suède       | Jarmo Lehtinen | Ford Fiesta RS WRC   |
| 14     | 2011   | 21e Rallye d'Australie        | Australie   | Jarmo Lehtinen | Ford Fiesta RS WRC   |
| DSQ[2] | 2012   | 46e Rallye du Portugal        | Portugal    | Jarmo Lehtinen | Citroën DS3 WRC      |
| 15     | 2012   | 6e Rallye de Sardaigne        | Italie      | Jarmo Lehtinen | Citroën DS3 WRC      |

#### Autres victoires
| # | Saison | Rallye                                       | Pays    | Copilote       | Voiture              |
| - | ------ | -------------------------------------------- | ------- | -------------- | -------------------- |
| 1 | 2010   | 43e Rallye de Serbie (championnat d'Europe)  | Serbie  | Jarmo Lehtinen | Ford Focus RS WRC 09 |
| 2 | 2012   | 31e Rallye Finnskog (championnat de Norvège) | Norvège | Jarmo Lehtinen | Citroën DS3 WRC      |

### Records détenus en championnat du monde des rallyes
- Victoires consécutives sur neige : 2 (du rallye de Suède 2010 au rallye de Suède 2011) record partagé avec Mats Jonsson, Tommi Mäkinen et Marcus Grönholm
- Rallyes terminés dans les points en une saison : 15 (lors des championnats du monde 2007 et 2008)
- Ratio de rallyes terminés dans les points en une saison : 100 % (lors du championnat du monde 2008, 15 rallyes dans les points sur 15) record partagé avec Sébastien Loeb

## Résultats en rallye

### Résultats détaillés en championnat du monde des rallyes
| Saison | Rallye | Rallye | Rallye | Rallye | Rallye | Rallye | Rallye | Rallye | Rallye | Rallye | Rallye | Rallye | Rallye | Rallye | Rallye | Rallye  | Points | Classement final |
| ------ | ------ | ------ | ------ | ------ | ------ | ------ | ------ | ------ | ------ | ------ | ------ | ------ | ------ | ------ | ------ | ------- | ------ | ---------------- |
| 2002   | MON    | SWE    | FRA    | ESP    | CYP    | ARG    | GRE    | KEN    | FIN    | GER    | ITA    | NZL    | AUS    | GBR    |        |         | 0      | -                |
| 2002   | -      | -      | -      | -      | -      | -      | -      | -      | 21e    | -      | Dq.[1] | -      | -      | Ab.[2] |        |         | 0      | -                |
|        |        |        |        |        |        |        |        |        |        |        |        |        |        |        |        |         |        |                  |
| 2003   | MON    | SWE    | TUR    | NZL    | ARG    | GRE    | CYP    | GER    | FIN    | AUS    | ITA    | FRA    | ESP    | GBR    |        |         | 3      | 16e              |
| 2003   | Ab.[3] | 11e    | Ab.[2] | 10e    | 16e    | Ab.[4] | 6e     | 13e    | Ab.[2] | 9e     | Ab.[5] | 10e    | 14e    | Ab.[3] |        |         | 3      | 16e              |
|        |        |        |        |        |        |        |        |        |        |        |        |        |        |        |        |         |        |                  |
| 2004   | MON    | SWE    | MEX    | NZL    | CYP    | GRE    | TUR    | ARG    | FIN    | GER    | JPN    | GBR    | ITA    | FRA    | ESP    | AUS     | 29     | 7e               |
| 2004   | Ab.[4] | 9e     | 5e     | 7e     | 5e     | Ab.[6] | 6e     | 4e     | Ab.[7] | 8e     | 7e     | 7e     | Ab.[2] | 10e    | 8e     | 4e      | 29     | 7e               |
|        |        |        |        |        |        |        |        |        |        |        |        |        |        |        |        |         |        |                  |
| 2005   | MON    | SWE    | MEX    | NZL    | ITA    | CYP    | TUR    | GRE    | ARG    | FIN    | GER    | GBR    | JPN    | FRA    | ESP    | AUS     | 14     | 10e              |
| 2005   | -      | Ab.[8] | -      | -      | Ab.[9] | -      | -      | 5e     | -      | 5e     | -      | -      | Ab.[3] | -      | 3e     | -       | 14     | 10e              |
|        |        |        |        |        |        |        |        |        |        |        |        |        |        |        |        |         |        |                  |
| 2006   | MON    | SWE    | MEX    | ESP    | FRA    | ARG    | ITA    | GRE    | GER    | FIN    | JPN    | CYP    | TUR    | AUS    | NZL    | GBR     | 65     | 3e               |
| 2006   | 7e     | 12e    | 14e    | 9e     | 4e     | Ab.[5] | 2e     | 3e     | 9e     | 3e     | 3e     | 3e     | 2e     | 1er    | 2e     | Ab.[10] | 65     | 3e               |
|        |        |        |        |        |        |        |        |        |        |        |        |        |        |        |        |         |        |                  |
| 2007   | MON    | SWE    | NOR    | MEX    | POR    | ARG    | ITA    | GRE    | FIN    | GER    | NZL    | ESP    | FRA    | JPN    | IRL    | GBR     | 99     | 3e               |
| 2007   | 5e     | 3e     | 1er    | 3e     | 5e     | 3e     | 2e     | 4e     | 2e     | 3e     | 3e     | 4e     | 13e    | 1er    | 4e     | 1er     | 99     | 3e               |
|        |        |        |        |        |        |        |        |        |        |        |        |        |        |        |        |         |        |                  |
| 2008   | MON    | SWE    | MEX    | ARG    | JOR    | ITA    | GRE    | TUR    | FIN    | GER    | NZL    | ESP    | FRA    | JPN    | GBR    |         | 103    | 2e               |
| 2008   | 2e     | 2e     | 4e     | 5e     | 1er    | 2e     | 3e     | 1er    | 2e     | 4e     | 3e     | 3e     | 2e     | 1er    | 8e     |         | 103    | 2e               |
|        |        |        |        |        |        |        |        |        |        |        |        |        |        |        |        |         |        |                  |
| 2009   | IRL    | NOR    | CYP    | POR    | ARG    | ITA    | GRE    | POL    | FIN    | AUS    | ESP    | GBR    |        |        |        |         | 92     | 2e               |
| 2009   | 3e     | 2e     | 2e     | 2e     | Ab.[5] | 2e     | 1er    | 1er    | 1er    | 1er    | 3e     | 2e     |        |        |        |         | 92     | 2e               |
|        |        |        |        |        |        |        |        |        |        |        |        |        |        |        |        |         |        |                  |
| 2010   | SWE    | MEX    | JOR    | TUR    | NZL    | POR    | BUL    | FIN    | GER    | JPN    | FRA    | ESP    | GBR    |        |        |         | 126    | 6e               |
| 2010   | 1er    | 4e     | 18e    | 3e     | 4e     | 4e     | 5e     | Ab.[7] | Ab.[2] | 6e     | 5e     | 5e     | 4e     |        |        |         | 126    | 6e               |
|        |        |        |        |        |        |        |        |        |        |        |        |        |        |        |        |         |        |                  |
| 2011   | SWE    | MEX    | POR    | JOR    | ITA    | ARG    | GRE    | FIN    | GER    | AUS    | FRA    | ESP    | GBR    |        |        |         | 214    | 2e               |
| 2011   | 1er    | 2e     | 4e     | 4e     | 2e     | 2e     | 3e     | 4e     | 4e     | 1er    | 3e     | 2e     | Ab.[6] |        |        |         | 214    | 2e               |
|        |        |        |        |        |        |        |        |        |        |        |        |        |        |        |        |         |        |                  |
| 2012   | MON    | SWE    | MEX    | POR    | ARG    | GRE    | NZL    | FIN    | GER    | GBR    | FRA    | ITA    | ESP    |        |        |         | 213    | 2e               |
| 2012   | 4e     | 2e     | 2e     | Dq.[2] | 2e     | 2e     | 2e     | 2e     | 3e     | 5e     | 3e     | 1er    | 3e     |        |        |         | 213    | 2e               |
|        |        |        |        |        |        |        |        |        |        |        |        |        |        |        |        |         |        |                  |
| 2013   | MON    | SWE    | MEX    | POR    | ARG    | GRE    | ITA    | FIN    | GER    | AUS    | FRA    | ESP    | GBR    |        |        |         | 126    | 4e               |
| 2013   | 4e     | 17e    | 2e     | 2e     | 6e     | 7e     | Ab.[3] | 4e     | 3e     | 3e     | 5e     | 3e     | Ab.[3] |        |        |         | 126    | 4e               |
|        |        |        |        |        |        |        |        |        |        |        |        |        |        |        |        |         |        |                  |
| 2014   | MON    | SWE    | MEX    | POR    | ARG    | ITA    | POL    | FIN    | GER    | AUS    | FRA    | ESP    | GBR    |        |        |         | 126    | 4e               |
| 2014   | Ab.[2] | 4e     | 8e     | 2e     | 8e     | Ab.[8] | 4e     | 5e     | 5e     | 5e     | 5e     | 3e     | 2e     |        |        |         | 126    | 4e               |

- Motifs des abandons et disqualifications

1. Hors-délai, 2. Mécanique, 3. Sortie de route, 4. Suspension, 5. Moteur, 6. accident damage, 7. Accident, 8. Problème technique, 9. Cause inconnue, 10. Cage de sécurité endommagée

### Résultats complets en championnat du monde des rallyes
| Saison | Équipe             | Départs | Victoires | Podiums | Abandons | Disqualifications | Points | Classement final |
| ------ | ------------------ | ------- | --------- | ------- | -------- | ----------------- | ------ | ---------------- |
| 2002   | Privé              | 3       | 0         | 0       | 1        | 1                 | 0      | -                |
| 2003   | Ford               | 14      | 0         | 0       | 6        | 0                 | 3      | 16e              |
| 2004   | Subaru             | 16      | 0         | 0       | 4        | 0                 | 29     | 7e               |
| 2005   | Privé, Ford, Škoda | 6       | 0         | 1       | 3        | 0                 | 14     | 10e              |
| 2006   | Ford               | 16      | 1         | 8       | 2        | 0                 | 65     | 3e               |
| 2007   | Ford               | 16      | 3         | 10      | 0        | 0                 | 99     | 3e               |
| 2008   | Ford               | 15      | 3         | 11      | 0        | 0                 | 103    | 2e               |
| 2009   | Ford               | 12      | 4         | 11      | 1        | 0                 | 92     | 2e               |
| 2010   | Ford               | 13      | 1         | 2       | 2        | 0                 | 126    | 6e               |
| 2011   | Ford               | 13      | 2         | 8       | 1        | 0                 | 214    | 2e               |
| 2012   | Citroën            | 13      | 1         | 10      | 0        | 1                 | 213    | 2e               |
| 2013   | Citroën            | 13      | 0         | 5       | 2        | 0                 | 126    | 4e               |
| 2014   | Ford M-Sport       | 13      | 0         | 3       | 2        | 0                 | 126    | 4e               |
| Total  |                    | 163     | 15        | 69      | 24       | 2                 | 1210   |                  |

## Distinctions
- Autosport Autosport's International Rally Driver Annual Award 2009